# لويس جوميس
لويس جوميس (بالفرنسية: Louis Gomis)‏ (6 نوفمبر 1971 بمارسيليا في فرنسا - ) هو لاعب كرة قدم فرنسي في مركز الدفاع. لعب مع جيروندان بوردو ونادي تولوز ونادي نيس.

## وصلات خارجية
- لويس جوميس على موقع رابطة كرة القدم الفرنسية للمحترفين (الإنجليزية)
- لويس جوميس على موقع قاعدة بيانات كرة القدم.إي يو (الإنجليزية)
- لويس جوميس على موقع عالم كرة القدم.نت (الإنجليزية)